# Binomiale verdeling
In de kansrekening en de statistiek is de binomiale verdeling een discrete kansverdeling die de verdeling is van het aantal successen {\displaystyle X} in een reeks van {\displaystyle n} onafhankelijke alternatieven alle met succeskans {\displaystyle p}. Zo'n experiment wordt ook wel een bernoulli-experiment genoemd.
In het geval {\displaystyle n=1}, komt de binomiale verdeling overeen met de bernoulli-verdeling.

## Definitie
In een reeks van {\displaystyle n} bernoulli-experimenten kunnen {\displaystyle 0,1,\ldots ,n} successen voorkomen. Het aantal successen is een stochastische variabele {\displaystyle X}. Als {\displaystyle p} de kans op succes is, zegt men dat {\displaystyle X} binomiaal verdeeld is met parameters {\displaystyle n} en succeskans {\displaystyle p}, en noteert:
{\displaystyle X\sim B(n,p)},
of ook
{\displaystyle X\sim \mathrm {Bin} (n,p)}
De kans op precies {\displaystyle k} successen kan gemakkelijk berekend worden door te bedenken dat elke reeks uitkomsten met {\displaystyle k} successen en {\displaystyle n-k} mislukkingen dezelfde kans {\displaystyle p^{k}(1-p)^{n-k}} heeft. Omdat er {\displaystyle {\tbinom {n}{k}}} (zie binomiaalcoëfficiënt) verschillende reeksen zijn met precies {\displaystyle k} successen, wordt de kansfunctie voor {\displaystyle k=0,1,\ldots ,n} gegeven door:
{\displaystyle f(k;n,p)=P(X=k)={\tbinom {n}{k}}p^{k}(1-p)^{n-k}}

### Voorbeeld
We gooien 4 keer met een (eerlijke) dobbelsteen. We kunnen 0, 1, 2, 3 of 4 keer een 6 gooien. Het aantal keren dat we 6 gooien, {\displaystyle X}, is {\displaystyle B(4,1/6)}-verdeeld. Hoe groot is de kans dat we van de 4 worpen 1 keer een 6 gooien? Hier is {\displaystyle n=4,\ p=1/6} en {\displaystyle k=1}, dus:
{\displaystyle P(X=1)=f(1;4,{\tfrac {1}{6}})={\tbinom {4}{1}}({\tfrac {1}{6}})^{1}(1-{\tfrac {1}{6}})^{3}=4\times {\tfrac {1}{6}}\times {\tfrac {125}{216}}=0{,}386}

## Momenten
De verwachtingswaarde en de variantie van een {\displaystyle B(n,p)}-verdeelde stochastische variabele {\displaystyle X} laten zich het eenvoudigst bepalen door {\displaystyle X} te schrijven als de som van {\displaystyle n} onafhankelijke, {\displaystyle B(1,p)}-verdeelde variabelen: {\displaystyle X=X_{1}+\ldots +X_{n}}. Dan volgt:
{\displaystyle EX=E(X_{1}+\ldots +X_{n})=nE(X_{1})=np}
en
{\displaystyle \operatorname {var} (X)=\operatorname {var} (X_{1}+\ldots +X_{n})=n\,\operatorname {var} (X_{1})=np(1-p)}.
De bovenstaande relaties kunnen ook afgeleid worden met behulp van berekeningen soortgelijk aan de volgende:
{\displaystyle EX(X-1)(X-2)=\sum _{k=0}^{n}k(k-1)(k-2){\frac {n!}{k!(n-k)!}}p^{k}(1-p)^{n-k}}
{\displaystyle =n(n-1)(n-2)p^{3}\sum _{k=3}^{n}{\frac {(n-3)!}{(k-3)!(n-k)!}}p^{k-3}(1-p)^{n-k}=n(n-1)(n-2)p^{3}}.
Uit deze betrekking kan het derde moment {\displaystyle EX^{3}} bepaald worden, en daarmee de scheefheid van de verdeling.
Ook volgt daaruit direct:
{\displaystyle EX=\sum _{k=0}^{n}k{\frac {n!}{k!(n-k)!}}p^{k}(1-p)^{n-k}=np}
en
{\displaystyle EX(X-1)=\sum _{k=0}^{n}k(k-1){\frac {n!}{k!(n-k)!}}p^{k}(1-p)^{n-k}=n(n-1)p^{2}}.
Uit deze laatste relatie volgt weer:
{\displaystyle EX^{2}=n(n-1)p^{2}+np},
zodat
{\displaystyle \operatorname {var} (X)=EX^{2}-(EX)^{2}=n(n-1)p^{2}+np-n^{2}p^{2}=np(1-p)}.

## Benadering
Het is nogal bewerkelijk of bijna ondoenlijk om voor grote waarden van het aantal experimenten {\displaystyle n} de exacte kansen te berekenen. Dit is ook niet nodig omdat de binomiale verdeling voor grote {\displaystyle n} benaderd kan worden door een normale verdeling of door een Poissonverdeling.
Als vuistregel neemt men wel dat de {\displaystyle B(n,p)}-verdeling voor {\displaystyle n>25} goed benaderd kan worden door een geschikte normale verdeling, mits de succeskans {\displaystyle p} niet te klein of te groot is. Als vuistregel geldt: {\displaystyle np>5} en {\displaystyle n(1-p)>5}. Voor kleinere en grotere waarden van {\displaystyle p} is de binomiale verdeling te scheef om door de symmetrische normale verdeling goed benaderd te worden. Een benadering door een geschikte Poissonverdeling is dan mogelijk.

### Normale benadering
De stochastische variabele {\displaystyle X} is {\displaystyle B(n,p)}-verdeeld. Voor toenemende {\displaystyle n} nadert de verdeling van {\displaystyle X} naar een normale verdeling, dus met verwachtingswaarde {\displaystyle EX=np} en variantie {\displaystyle \mathrm {var} (X)=np(1-p)}. Er geldt dus:
{\displaystyle P(X\leq k)\approx P(Y\leq k)=P\left(Z\leq {\frac {k-np}{\sqrt {np(1-p)}}}\right)}.
Daarin is {\displaystyle Y\ N(np,np(1-p))}-verdeeld en {\displaystyle Z} standaardnormaal verdeeld.
Omdat de binomiale verdeling een discrete verdeling is, geldt
{\displaystyle P(X\leq k)=P(X<k+1)\approx P(Y\leq k+1)},
hetgeen leidt tot twee (en meer) mogelijke benaderingen, die voor niet al te grote waarden van {\displaystyle n} nogal verschillen. Om dit probleem te ondervangen past men wel de zogenaamde continuïteitscorrectie toe, en neemt als betere benadering een waarde tussen de genoemde uitersten, en wel:
{\displaystyle P(X\leq k)=P(X<k+1)\approx P(Y\leq k+{\begin{matrix}{\frac {1}{2}}\end{matrix}})=P\left(Z\leq {\frac {k+{\begin{matrix}{\frac {1}{2}}\end{matrix}}-np}{\sqrt {np(1-p)}}}\right)}.

#### Voorbeeld
Hoe groot is de kans om in 25 worpen met een zuivere munt ten hoogste 10 keer kruis te gooien? Noem {\displaystyle X} het aantal keren kruis; {\displaystyle X} is dus {\displaystyle B(25,{\tfrac {1}{2}})}-verdeeld is. De gevraagde kans is:
{\displaystyle P(X\leq 10)=0{,}2122}.
Omdat {\displaystyle EX=np=12{,}5} en {\displaystyle \mathrm {var} (X)=np(1-p)=6{,}25}, kan deze kans benaderd worden met behulp van een {\displaystyle N(12{,}5;6{,}25)}-verdeling.
{\displaystyle P(X\leq 10)\approx P(Y\leq 10)=P\left(Z\leq {\frac {10-12{,}5}{\sqrt {6{,}25}}}\right)=P(Z<-1)=0{,}1587}.
Men kan ook berekenen:
{\displaystyle P(X<11)\approx P(Y<11)=P\left(Z\leq {\frac {11-12{,}5}{\sqrt {6{,}25}}}\right)=P(Z<-0{,}6)=0{,}2743}.
Dat zijn twee benaderingen die nogal uiteenlopen, maar waar de werkelijke waarde wel tussen ligt. Met de continuïteitscorrectie wordt de benadering:
{\displaystyle P(X\leq 10)\approx P(Y\leq 10{,}5)=P\left(Z\leq {\frac {10{,}5-12{,}5}{\sqrt {6{,}25}}}\right)=P(Z<-0{,}8)=0{,}2119}.

### Poissonbenadering
Omdat de {\displaystyle B(n,p)}-verdeling voor toenemende {\displaystyle n} en constante waarde van {\displaystyle np=\mu } nadert naar de Poissonverdeling met parameter {\displaystyle \mu }, kan de {\displaystyle B(n,p)}-verdeling voor grote waarden van {\displaystyle n} en waarden van {\displaystyle p} in de buurt van 0 benaderd worden door een geschikte Poissonverdeling. In dat geval geldt dus: {\displaystyle X\sim B(n,p)}:
{\displaystyle P(X\leq k)\approx P(Y\leq k)}.
Daarin is {\displaystyle Y} Poissonverdeeld met parameter {\displaystyle np}.
Ook voor waarden van {\displaystyle p} in de buurt van 1 kan deze benadering gebruikt worden, zij het dat men niet de verdeling van {\displaystyle X} benadert, maar de verdeling van {\displaystyle n-X}, die {\displaystyle B(n,1-p)}-verdeeld is, dus met een kleine waarde van {\displaystyle Bp}.

#### Voorbeeld
Hoe groot is de kans om in 25 worpen met een zuivere dobbelsteen ten hoogste 2 keer 6 te gooien? Noem {\displaystyle X} het aantal keren 6. Dus {\displaystyle X} is {\displaystyle B(25,1/6)}-verdeeld. De gevraagde kans is:
{\displaystyle P(X\leq 2)=0{,}1887}.
Omdat {\displaystyle EX=np=25/6} kan we deze kans benaderd worden met behulp van een Poissonverdeling met parameter 25/6.
{\displaystyle P(X\leq 2)\approx P(Y\leq 2)=0{,}2147}.
Hoe groot is de kans om in 25 worpen met een zuivere dobbelsteen minstens 20 keer geen 6 te gooien? Noem {\displaystyle X} het aantal keren dat geen 6 gegooid wordt. {\displaystyle X} is dus {\displaystyle B(25,5/6)}-verdeeld. De gevraagde kans is:
{\displaystyle P(X\geq 20)=0{,}7720}.
Nu is {\displaystyle p} tamelijk groot, maar de vraag kan ook geformuleerd worden als de kans op ten hoogste 5 keer 6.
{\displaystyle P(X\geq 20)=P(25-X\leq 5)}.
En {\displaystyle 25-X} is weer {\displaystyle B(25,1/6)}-verdeeld, dus:
{\displaystyle P(X\geq 20)=P(25-X\leq 5)\approx P(Y\leq 5)=0{,}7586}.